# Conselho Antifascista para a Libertação Nacional da Iugoslávia
O Conselho Antifascista para a Libertação Nacional da Iugoslávia, comumente abreviado como AVNOJ, foi um órgão deliberativo e legislativo estabelecido em Bihać, Iugoslávia, em novembro de 1942. Foi estabelecido por Josip Broz Tito, o líder dos partisans iugoslavos, um movimento de resistência armada liderado pelo Partido Comunista da Iugoslávia para resistir à ocupação do país pelo Eixo durante a Segunda Guerra Mundial.
O AVNOJ se reuniu novamente em Jajce em 1943 e em Belgrado em 1945, logo após o fim da guerra na Europa. Entre as sessões, operou por meio de sua presidência, seu conselho executivo e o Comitê Nacional para a Libertação da Iugoslávia. O comitê recebeu autoridade normalmente exercida por gabinetes. Enquanto Tito presidia o comitê, as sessões do AVNOJ e sua presidência eram presididas por Ivan Ribar. A segunda sessão do AVNOJ proclamou-se o novo órgão legislativo da Iugoslávia e decidiu que deveria ser um estado federal multiétnico.
Em 1944, os Aliados Ocidentais e o governo iugoslavo no exílio reconheceram o AVNOJ como o órgão legislativo totalmente iugoslavo. A terceira sessão do AVNOJ foi convocada em preparação para a Assembleia Constituinte quando o Parlamento Iugoslavo foi convocado novamente em 1945. Decisões do AVNOJ determinaram que haveria seis unidades na federação e definiram seus limites. Ele também assumiu a posição do corpo dirigente legítimo da Iugoslávia do governo no exílio nas negociações com os Aliados.

## História

### Invasão e revolta

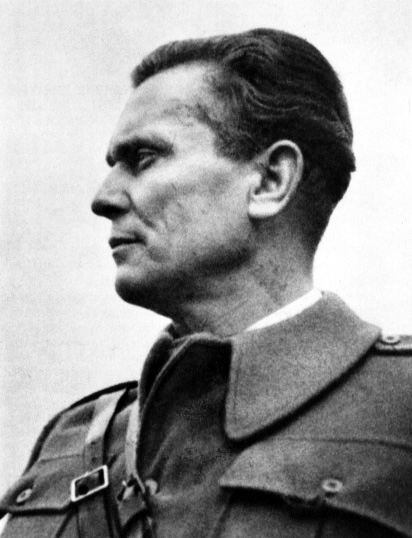
Josip Broz Tito liderou os partisans iugoslavos como uma resistência à ocupação do Eixo na Iugoslávia

O Reino da Iugoslávia aderiu ao Pacto Tripartite em 25 de março de 1941 sob pressão da Alemanha Nazista. Este último procurou proteger seu flanco sul antes da planejada invasão da União Soviética, garantindo ao mesmo tempo a disponibilidade de rotas de transporte e recursos econômicos nos Bálcãs onde a Guerra Greco-Italiana estava em andamento. Em resposta ao pacto, os generais das Forças Armadas Reais Iugoslavas realizaram um golpe de estado depondo o governo e o príncipe regente Paulo. O general Dušan Simović da Real Força Aérea Jugoslava tornou-se o primeiro-ministro e a regência foi abolida ao declarar Pedro II da Iugoslávia maior de idade e, portanto, o rei, embora ele tivesse apenas dezessete anos. 
Em 6 de abril de 1941, as potências do Eixo invadiram e rapidamente ocuparam a Iugoslávia. Partes do país foram anexadas por seus vizinhos, e o Estado Independente da Croácia (NDH) foi esculpido como um estado-fantoche do Eixo governado por Ustaše. Com a derrota iminente do país, o Partido Comunista da Iugoslávia (KPJ) instruiu seus 8.000 membros a estocar armas em antecipação à resistência armada.  Até o final de 1941, a resistência armada se espalhou para todas as áreas do país, exceto a Macedônia.  Construindo experiência em operações clandestinas em todo o país, o KPJ passou a organizar os guerrilheiros iugoslavos  como combatentes da resistência liderados por Josip Broz Tito.  O KPJ acreditava que a invasão alemã da União Soviética havia criado condições favoráveis para uma revolta. O politburo do KPJ fundou o Quartel-General Supremo do Exército de Libertação Nacional da Iugoslávia com Tito como comandante-chefe em 27 de junho de 1941  e os guerrilheiros travaram guerra contra as potências ocupantes até 1945. 

### Governo no exílio

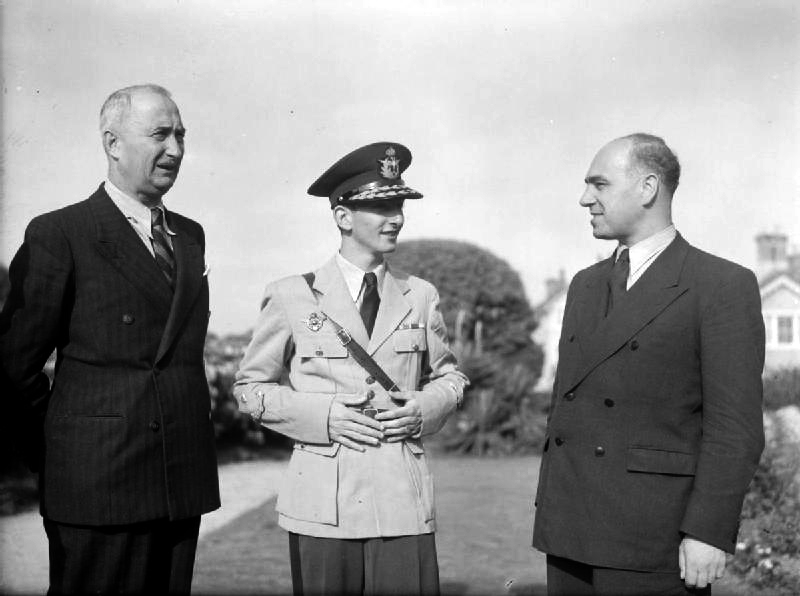
Rei Pedro II da Iugoslávia (centro) com o primeiro-ministro do governo no exílio Dušan Simović (à esquerda) e o Ministro da Corte Real Radoje Knežević (à direita) em Londres em junho de 1941, logo após fugir da Iugoslávia

O rei Pedro II e o governo fugiram da Iugoslávia em abril de 1941, quando ficou claro que o exército real não seria capaz de defender o país. A decisão de abandonar a resistência armada organizada colocou o governo iugoslavo no exílio em uma posição frágil, ainda mais corroída por diferenças políticas entre os ministros.  O governo, uma extensão do governo pós-golpe liderado por Simović, baseou sua legitimidade na Constituição iugoslava de 1931, que o tornava responsável perante o rei.  Perdeu três ministros do Partido Camponês Croata (HSS), incluindo o líder do partido e o vice-primeiro-ministro Vladko Maček, que renunciou e permaneceu no país. O HSS assim se dividiu e perdeu influência. Džafer Kulenović, o único ministro da Organização Muçulmana Iugoslava, também renunciou. 
O governo no exílio foi dividido ao longo de uma linha étnica que separava o HSS de um bloco de ministros sérvios provenientes de vários partidos desunidos.  As divisões se aprofundaram porque os ministros do HSS estavam relutantes em discutir publicamente e condenar as atrocidades da Ustaše contra os sérvios no final de 1941. Em janeiro de 1942, Simović foi substituído por Slobodan Jovanović e sua decisão de apoiar os chetniks aumentou a cisão com os ministros do HSS.  Jovanović via os chetniks como uma força de guerrilha que prometia a restauração da monarquia após a guerra. Em combinação com o medo do comunismo, isso o levou a ignorar informações sobre a colaboração de Chetnik com as potências do Eixo,  e nomear seu líder Draža Mihailović o Ministro do Exército, Marinha e Força Aérea.  Ao mesmo tempo, o governo promoveu Mihailović a General do Exército e rebatizou formalmente os Chetniks de "Exército Iugoslavo na Pátria".  Em junho de 1943, Jovanović renunciou, incapaz de reunir os ministros, e seu substituto Miloš Trifunović também renunciou após menos de dois meses. Em agosto, Božidar Purić foi nomeado primeiro-ministro de um governo amplamente administrativo composto principalmente por funcionários públicos,  embora Mihailović tenha mantido sua posição ministerial. 

## Primeira sessão

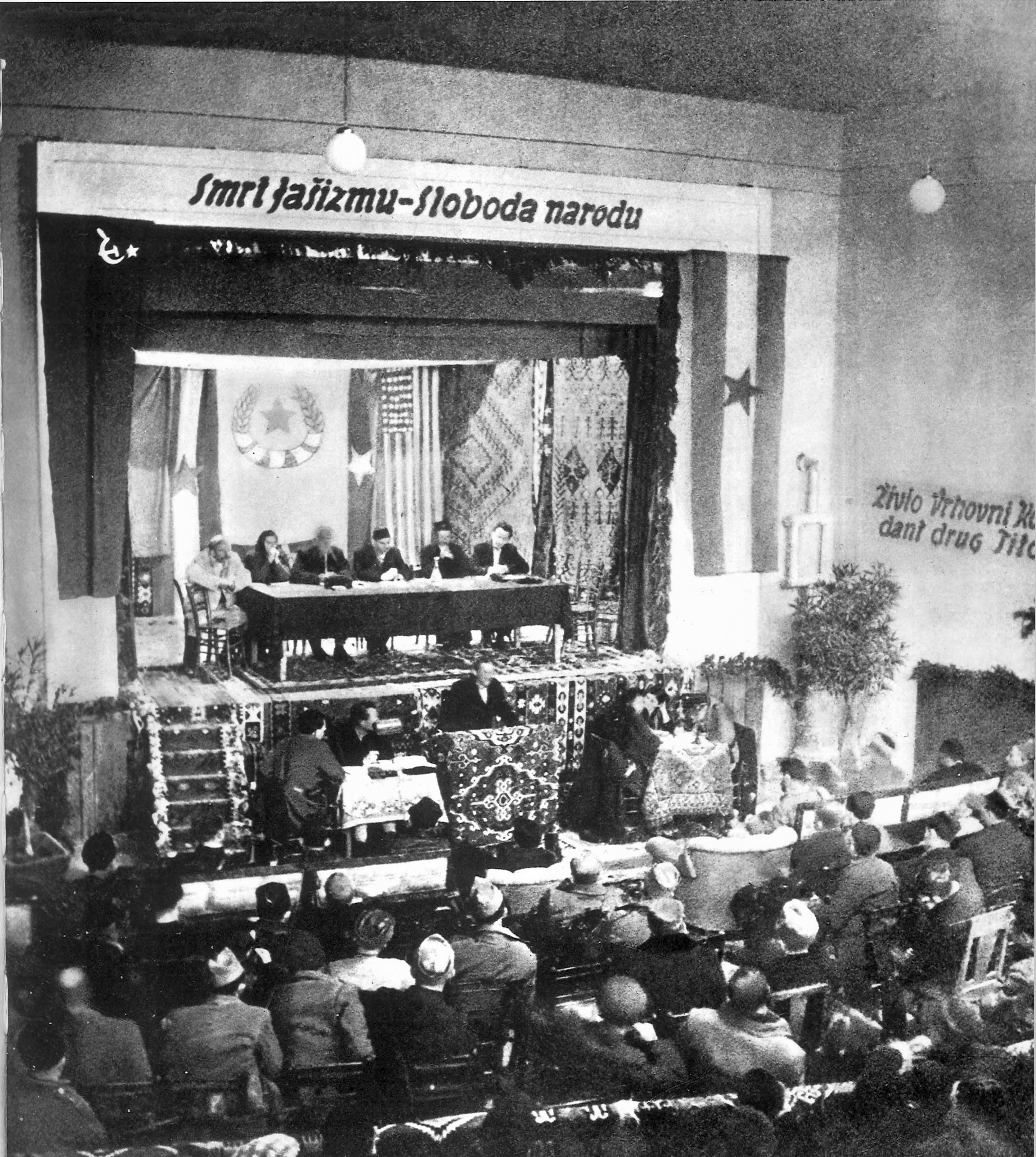
Uma imagem da primeira sessão do AVNOJ

Em novembro de 1942, os guerrilheiros capturaram Bihać e garantiram o controle de grande parte do oeste da Bósnia, Dalmácia e Lika, que chamaram de República de Bihać.  Em 26 e 27 de novembro,  o Conselho Pan-Iugoslavo Antifascista para a Libertação Nacional da Iugoslávia (AVNOJ) foi estabelecido na cidade por iniciativa de Tito e do KPJ. Em sua sessão de fundação, o AVNOJ adotou o princípio de um estado federal multiétnico como base para o futuro governo do país  mas não determinou oficialmente qual sistema de governo seria implementado após a guerra.  Havia um certo grau de ambiguidade em relação ao número de futuras unidades federativas e se todas teriam status igual dentro da federação. 
O AVNOJ também não mencionou o reconhecimento internacional do governo iugoslavo no exílio com sede em Londres, apoiado pelos aliados ocidentais; O líder soviético Joseph Stalin não desejava antagonizar os Aliados apoiando os guerrilheiros. Pouco antes da sessão de Bihać, Tito acrescentou a expressão "Antifascista" ao nome original do AVNOJ para enfatizar sua natureza temporária e anti-Eixo.  Essas medidas foram tomadas em resposta às posições soviéticas expressas em correspondência em julho-novembro de 1942 entre o KPJ e Moscou. O Comintern exortou Tito a estabelecer um corpo político exclusivamente para libertar o país e não se opor à monarquia iugoslava. Os soviéticos pediram ao AVNOJ que não avançasse abertamente com uma agenda comunista para evitar antagonizar os aliados ocidentais e advertiram contra a nomeação de Tito como presidente do AVNOJ. 

Ivan Ribar presidiu as três sessões do AVNOJ.

Os delegados do AVNOJ representaram partes específicas da Iugoslávia: dezessete para a Bósnia e Herzegovina, quinze para a Croácia, quatorze para a Sérvia e Montenegro, oito para a Eslovênia, seis para Sandžak e três para Voivodina. Essa distribuição refletia o número de guerrilheiros de cada parte do país que participavam da luta armada. Alguns dos delegados selecionados, incluindo todos os representantes da Eslovênia e Vojvodina e outros doze, não compareceram.  A delegação eslovena informou o AVNOJ do seu apoio por telegrama.  A Macedônia não foi representada. O AVNOJ elegeu sua presidência com Ivan Ribar como presidente e Pavle Savić e Nurija Pozderac como vice-presidentes.  Ribar foi o primeiro presidente da Assembleia Constituinte do Reino dos Sérvios, Croatas e Eslovenos, que mais tarde foi renomeado como Iugoslávia. 
O AVNOJ também nomeou um conselho executivo  presidido por Ribar. Tinha três vice-presidentes - Edvard Kocbek, Nurija Pozderac e Pavle Savić - e seis outros membros: Mladen Iveković (assuntos sociais), Veselin Masleša (propaganda), Simo Milošević (saúde), Ivan Milutinović (economia), Mile Peruničić ( assuntos internos) e Vlada Zečević (assuntos religiosos).  O conselho executivo não era formalmente considerado um governo, e Tito disse na sessão de Bihać do AVNOJ que um governo não poderia ser formado por razões internacionais. Em vez disso, ele descreveu o conselho executivo como um instrumento político para mobilizar as pessoas. 
Após a reunião de Bihać, os conselhos fundiários foram estabelecidos como órgãos políticos representativos do que se esperava serem partes individuais da futura federação.  Em janeiro de 1943, o conselho executivo do AVNOJ anunciou o "Empréstimo de Libertação do Povo", uma tentativa de arrecadar meio bilhão de kuna para a causa partidária.  O regime Ustaše do NDH lançou uma campanha de propaganda em novembro de 1942 para desacreditar o AVNOJ e retratar a luta dos guerrilheiros como pró-sérvia e anti-croata. A campanha, que declinou depois de março de 1943, envolveu a publicação de brochuras e artigos de jornal, bem como vários comícios. A participação sérvia nas revoltas foi destacada, enquanto os participantes do AVNOJ muçulmanos croatas ou bósnios não foram mencionados, rotulados de traidores ou nomeados incorretamente. O nome de Ribar foi deturpado como esloveno - soando "Janez Ribar". 

Tito descreve o propósito de AVNOJ em sua obra Os povos iugoslavos lutam pela liberdade em 1944:

No outono de 1942, quando a maior parte da Iugoslávia havia sido libertada, surgiu a necessidade de estabelecer um corpo político central para toda a Iugoslávia para dirigir todos esses comitês [antigas autoridades locais] e liberar o Alto Comando de várias funções políticas que tinham constantemente se acumulando pela força das circunstâncias. Decidiu-se convocar uma Veće Antifascista, ou assembléia, do Movimento Popular de Libertação da Iugoslávia. Recorde-se que o Veće se reuniu em 26 de novembro de 1942, na cidade de Bihać e contou com a presença de delegados representando todos os povos da Iugoslávia. Decisões históricas de longo alcance foram adotadas e um comitê executivo foi eleito. O Veće representou todos os partidos antifascistas e uniu todas as tendências políticas, independentemente da religião e nacionalidade. O Veće foi encarregado de mobilizar todos os meios para ajudar o Exército Popular de Libertação e de continuar a organizar os Comitês Populares de Libertação, não apenas em setores libertados, mas em território ainda ocupado pelo inimigo.

## Segunda sessão

### Delegados
Depois que a Itália desertou para os Aliados e as forças aliadas ocidentais avançaram em direção à Iugoslávia, Tito anunciou outra sessão do AVNOJ.  Desde a sessão anterior, os aliados ocidentais começaram a apoiar os guerrilheiros,  e Tito considerou provável um desembarque britânico na Iugoslávia.  Em outubro de 1943, pouco antes da segunda sessão, o comitê central do KPJ estabeleceu o Comitê Nacional para a Libertação da Iugoslávia (NKOJ), um órgão executivo totalmente iugoslavo,  nomeado para desempenhar o papel de um governo interino. 

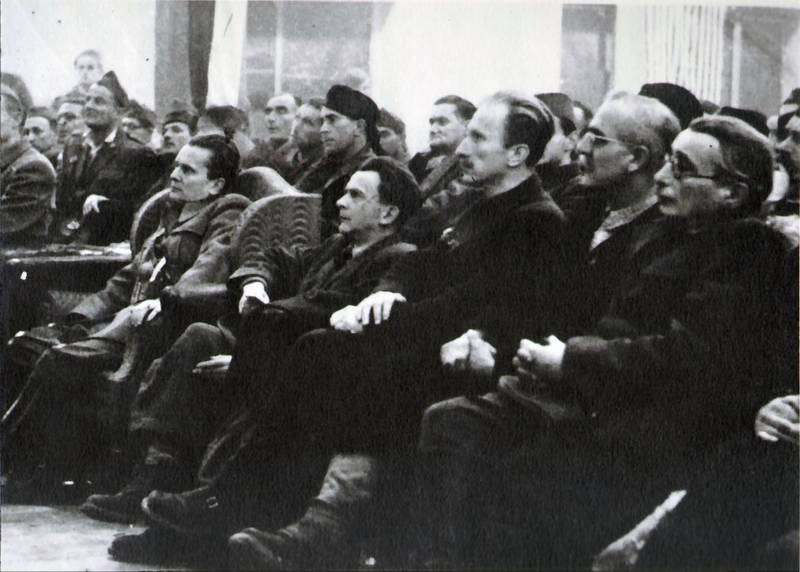
Uma imagem da segunda sessão do AVNOJ: Josip Broz Tito, Josip Vidmar, Edvard Kocbek, Josip Rus e Moša Pijade

O AVNOJ se reuniu novamente em Jajce em 29 e 30 de novembro de 1943; Ribar presidiu a reunião como presidente do conselho executivo. O KPJ planejou originalmente que a segunda sessão do AVNOJ fosse assistida por 250 delegados eleitos pelos conselhos regionais de terra. O número de delegados foi subseqüentemente aumentado em 53 para incluir delegados da Macedônia e do Sandžak. No total, 78 delegados seriam eleitos na Croácia, 53 na Bósnia e Herzegovina, 53 na Sérvia, 42 na Eslovênia, 42 na Macedônia, 16 em Montenegro, 11 em Sandžak e 8 em Vojvodina.  Dos 303 planejados, 142 delegados chegaram no início da sessão e 163 vice-delegados também compareceram à sessão. Nenhum deputado de Sandžak ou da Macedônia estava presente. O Comitê Principal de Libertação Nacional da Sérvia não pôde realizar eleições por causa da ocupação alemã da Sérvia. Em vez disso, os delegados sérvios foram nomeados por unidades partidárias individuais originárias da Sérvia; como resultado, o leste da Iugoslávia estava sub-representado. 
| Região                                      | Cota | Delegados presentes | Deputados presentes |
| ------------------------------------------- | ---- | ------------------- | ------------------- |
| Croácia                                     | 78   | 37                  | 67                  |
| Bósnia e Herzegovina                        | 53   | 46                  | 43                  |
| Sérvia                                      | 53   | 24*                 | –                   |
| Eslovênia                                   | 42   | 17                  | 42                  |
| Macedônia                                   | 42   | –                   | –                   |
| Montenegro                                  | 16   | 16                  | 11                  |
| Sandžak                                     | 11   | –                   | –                   |
| Voivodina                                   | 8    | 2                   | –                   |
| Total                                       | 303  | 142                 | 163                 |
| *Nomeado por unidades guerrilheiras sérvias |      |                     |                     |

### Construção de um novo estado

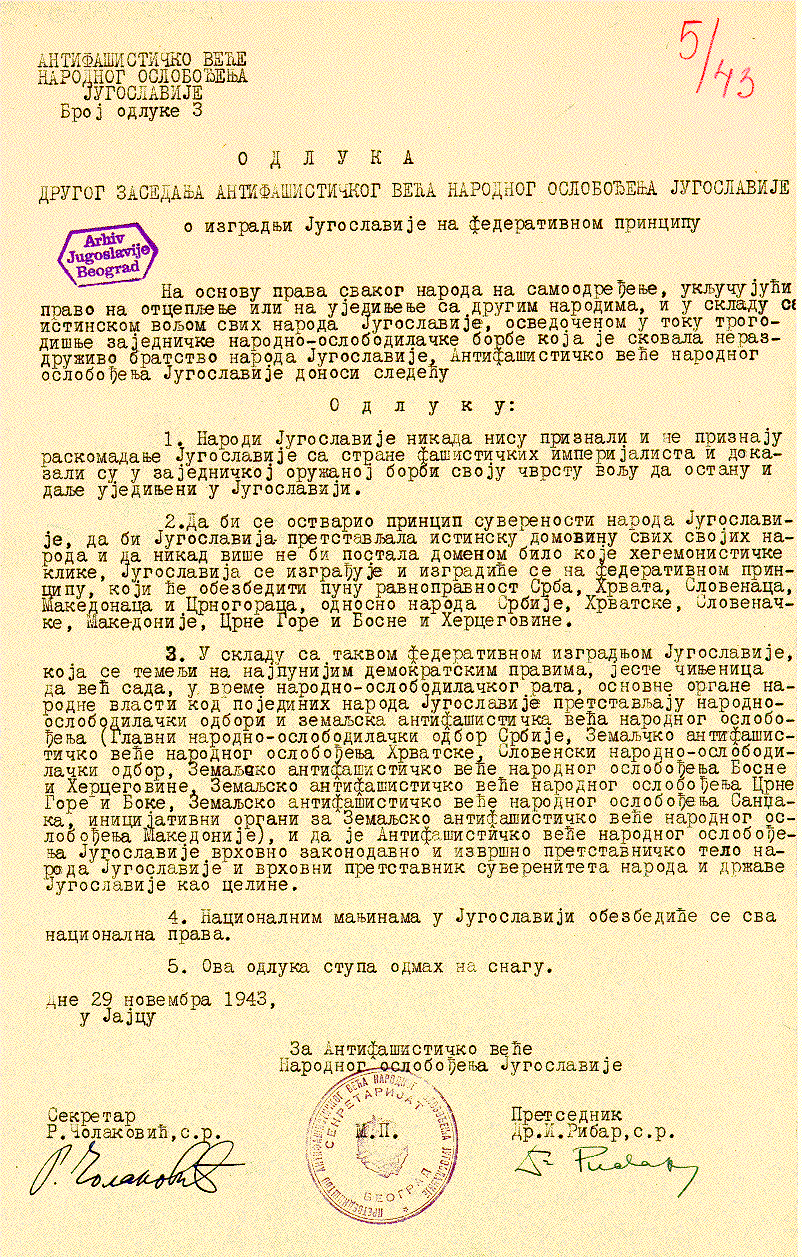
Decisão do AVNOJ de construir uma nova Iugoslávia como uma federação para garantir a igualdade de suas nações

O AVNOJ tomou várias decisões do mais alto significado político e constitucional. Declarou-se o órgão legislativo supremo do país e a representação da soberania iugoslava;  afirmou o compromisso de formar uma federação democrática; e reconheceu a igualdade de posição da Bósnia e Herzegovina, Croácia, Macedônia, Montenegro, Sérvia e Eslovênia na futura federação. Apenas Sandžak foi listado com outras entidades regionais de nível inferior, embora seu conselho de terras ainda estivesse incluído entre os "sete órgãos básicos do governo popular". Embora a posição de nações e regiões individuais não tenha sido mais elaborada,  a segunda sessão do AVNOJ determinou o tipo de sistema federal a ser introduzido na Iugoslávia, modelando-o na União Soviética. 
As opiniões de Tito prevaleceram sobre o modelo adotado pelo Conselho Estatal Antifascista para a Libertação Nacional da Croácia e pelo Partido Comunista da Croácia (KPH),  uma parte nominalmente independente do KPJ estabelecido na Croácia.  O líder do KPH, Andrija Hebrang, defendeu uma federação iugoslava frouxa, onde os partidos e órgãos comunistas estabelecidos em unidades federais seriam soberanos. Em contraste, a visão de Tito para as unidades federais era apenas como divisões administrativas. Hebrang foi substituído no final de 1944 por Vladimir Bakarić, que alinhou as opiniões do KPH sobre o federalismo com as de Tito. 
O AVNOJ também negou a legitimidade do governo iugoslavo no exílio e proibiu o retorno do rei Pedro II ao país até que seu povo pudesse decidir sobre o futuro da monarquia após a guerra. Também declarou que todos os acordos anteriormente concluídos pelo governo no exílio estão sujeitos a revisão e aprovação, renegociação ou cancelamento, ao mesmo tempo em que declara nulos quaisquer outros acordos concluídos pelo governo no exílio. Além disso, o AVNOJ declarou que a Iugoslávia nunca havia aceitado a partição de 1941.  Finalmente, Tito foi premiado com o posto de Marechal da Iugoslávia. 
O AVNOJ elegeu uma nova presidência composta por sessenta e três membros, presidida por Ribar.  Cinco vice-presidentes foram nomeados: Antun Augustinčić, Moša Pijade, Josip Rus, Dimitar Vlahov e Marko Vujačić. Radonja Golubović e Rodoljub Čolaković foram nomeados secretários da presidência.  Alguns dos delegados do AVNOJ eram não comunistas, então a presidência incluiu alguns membros não comunistas do HSS pré-guerra e do Partido Democrático Independente. O NKOJ foi confirmado no papel do governo. Tito foi nomeado presidente do NKOJ e teve três vice-presidentes.  Dois eram membros do KPJ Edvard Kardelj e Vladislav S. Ribnikar, e o restante era Božidar Magovac do HSS.  Finalmente, o AVNOJ elogiou e agradeceu formalmente o Quartel-General Supremo de Tito e as forças guerrilheiras por sua luta armada. 
| Nome                  | Cargo                        |
| --------------------- | ---------------------------- |
| Josip Broz Tito       | Presidente, Defesa           |
| Edvard Kardelj        | Vice-presidente              |
| Božidar Magovac       | Vice-presidente              |
| Vladislav S. Ribnikar | Vice-presidente, Informações |
| Sulejman Filipović    | Florestas e Minérios         |
| Frane Frol            | Judiciário                   |
| Milivoj Jambrišak     | Saúde                        |
| Edvard Kocbek         | Educação                     |
| Anton Kržišnik        | Politica social              |
| Ivan Milutinović      | Economia                     |
| Mile Peruničić        | Nutrição                     |
| Rade Pribičević       | Construção                   |
| Josip Smodlaka        | Relações exteriores          |
| Dusan Sernec          | Finanças                     |
| Todor Vujasinovic     | Reconstrução econômica       |
| Vlada Zečević         | Assuntos internos            |
| Sreten Žujović        | Transporte                   |

### Reconhecimento aliado e desenvolvimentos em 1944

Brasão de armas da Iugoslávia Federal Democrática. A data na parte inferior marca a segunda sessão do AVNOJ.

Em 15 de janeiro de 1944, o AVNOJ introduziu o multilinguismo em seus procedimentos, decidindo publicar seu trabalho oficial em sérvio, croata, esloveno e macedônio.   Em fevereiro, o AVNOJ e o NKOJ adotaram um novo emblema da futura federação a pedido de Tito.   O emblema consistia em cinco tochas acesas queimando como uma chama representando cinco nações unidas; este era emoldurado por feixes, encimado por uma estrela vermelha de cinco pontas e atravessado por uma faixa azul com o nome do país, Iugoslávia Federal Democrática. 
Stalin ficou furioso com a rejeição do AVNOJ ao conselho soviético em seu estabelecimento do NKOJ como um governo interino e o repúdio explícito ao governo no exílio. Stalin estava especificamente preocupado com a assunção de Tito à presidência do NKOJ e sua elevação ao posto de marechal. Ele pensou que isso sinalizaria aos aliados ocidentais que o KPJ estava realmente lutando por uma revolução. Stalin ficou ainda mais irritado com o fato de não ter recebido nenhum aviso prévio das decisões. 
Para surpresa de Stalin, os aliados ocidentais não se opuseram fortemente às decisões do AVNOJ. O fluxo de equipamentos e armas britânicos para os guerrilheiros, que começou na segunda metade de 1943 com base na estratégia mediterrânea de Churchill, continuou.  Apenas alguns dias após a segunda sessão do AVNOJ, os Aliados reconheceram os guerrilheiros como uma força aliada na Conferência de Teerã e cortaram mais ajuda aos chetniks.  Por insistência do primeiro-ministro britânico Winston Churchill, o governo no exílio liderado por Ivan Šubašić e o NKOJ liderado por Tito assinaram o Tratado de Vis em 16 de junho de 1944; o governo no exílio reconheceu o AVNOJ em troca da promessa do NKOJ de adiar a decisão sobre a constituição da Iugoslávia até depois da guerra.  Tito e Šubašić concluíram outro acordo em 1 de novembro em Belgrado; Šubašić confirmou AVNOJ como corpo legislativo da Iugoslávia e concordou em formar um novo governo de 18 pessoas. Seis dos membros viriam do governo no exílio e doze seriam membros do NKOJ.  A segunda sessão do AVNOJ também atraiu uma resposta da liderança Chetnik. No Congresso Ba realizado em janeiro de 1944, eles propuseram uma solução alternativa para o governo do pós-guerra.  O congresso também condenou o AVNOJ de acordo com a propaganda Chetnik contemporânea como um produto da colaboração de comunistas e Ustaše contra os sérvios. 

### Perseguição de alemães
Em 21 de novembro de 1944, a presidência do AVNOJ declarou os alemães da Iugoslávia culpados coletivamente pela guerra e pelos inimigos da Iugoslávia. Alemães em áreas controladas pelos guerrilheiros foram internados. Antes de 1944, cerca de meio milhão de alemães viviam na Iugoslávia. Cerca de 240.000 foram evacuados antes da chegada do Exército Vermelho, outros 150.000 foram posteriormente deportados para a URSS para trabalhar como trabalhos forçados, 50.000 morreram em campos de trabalho controlados pela Iugoslávia e 15.000 foram mortos pelos guerrilheiros. A maioria dos outros foi expulsa da Iugoslávia e as propriedades alemãs foram confiscadas. Na época do censo de 1948, restavam menos de 56.000 alemães étnicos. 

## Terceira sessão

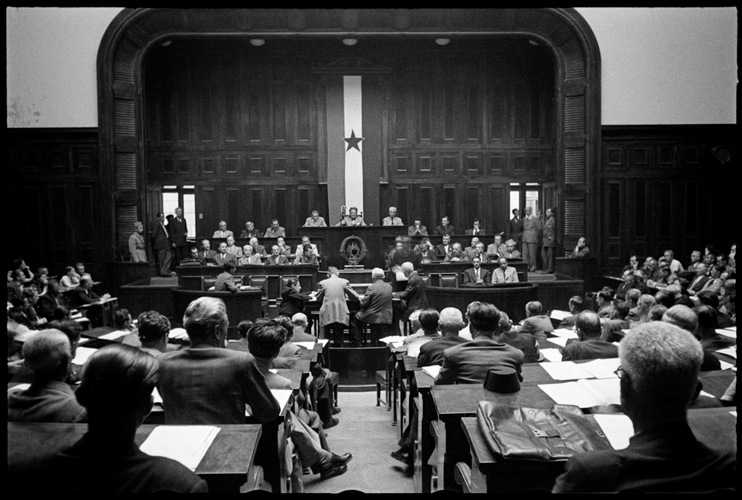
A sessão final do AVNOJ foi realizada em Belgrado em 1945.

Por sugestão dos Aliados,  em fevereiro de 1945, o AVNOJ foi expandido para incluir membros da Sérvia, Montenegro e Kosovo - Metohija, que não havia sido representado em sua segunda sessão.  O AVNOJ foi expandido novamente no final de março para incluir 54 membros do Parlamento iugoslavo pré-guerra, conforme exigido pelo Acordo Tito-Šubašić.  Na Conferência de Ialta, Churchill e Stalin discutiram as decisões tomadas pelo AVNOJ; eles concordaram em exigir a ratificação de todas as decisões do AVNOJ pela futura Assembleia Constituinte Iugoslava. 
Em fevereiro de 1945, a presidência do AVNOJ concluiu que Sandžak não deveria ser uma das unidades federais da Iugoslávia. Por sua vez, o Conselho Antifascista para a Libertação do Povo de Sandžak dividiu a região ao longo da fronteira pré-1912 entre a Sérvia e o Montenegro e dissolveu-se.  O Parlamento Antifascista para a Libertação Popular da Sérvia (ASNOS) realizou sua primeira sessão regular entre 7 e 9 de abril e votou a favor da anexação de Vojvodina, Kosovo e uma parte de Sandžak. O Conselho Popular de Libertação dos Oblasts de Kosovo-Metohija realizou sua primeira sessão regular entre 8 e 10 de julho, e um órgão correspondente da Vojvodina se reuniu em 30 e 31 de julho; ambos os órgãos decidiram que a região que representavam se juntaria à Sérvia. Todas essas decisões foram confirmadas na terceira sessão do AVNOJ em agosto de 1945.  No final do mês, o AVNOJ discutiu e decidiu sobre as mudanças nas fronteiras de todas as unidades federais iugoslavas com base em pré-1941 e pré correspondentes. -1918 fronteiras. 
A terceira sessão do AVNOJ foi realizada em Belgrado entre 7 e 26 de agosto de 1945 como parte da preparação da Assembleia Constituinte. Foi novamente presidida por Ribar,  e realizada no edifício do Parlamento Iugoslavo.  Uma eleição parlamentar foi realizada em 11 de novembro e a Assembleia Constituinte foi convocada em 29 de novembro de 1945. A Assembleia passou a ratificar as decisões anteriormente proferidas pelo AVNOJ. 

## Legado

O AVNOJ definiu as fronteiras intra-iugoslavas entre as repúblicas constituintes da federação.

O AVNOJ resultou na derrota do nacionalismo sérvio. No reino pré-guerra da Iugoslávia, a Sérvia estava em uma posição dominante. Em comparação com a situação pré-guerra, bem como o território mantido pelo Reino da Sérvia antes da Primeira Guerra Mundial, a Sérvia perdeu a Macedônia e Montenegro. O AVNOJ estabeleceu a Bósnia e Herzegovina como um membro igualitário da federação iugoslava, estabelecendo e confirmando as fronteiras que separam os sérvios que vivem nessas regiões e na Croácia da Sérvia. Essas fronteiras às vezes são chamadas de "fronteiras AVNOJ". 
Em 1945, esta situação causou preocupação entre os sérvios que temiam ser divididos entre várias repúblicas constituintes iugoslavas. Em resposta, Tito e o regime iugoslavo empregaram uma retórica destinada a diminuir o aparente significado das fronteiras intra-iugoslavas.  Embora as fronteiras do AVNOJ tenham sido originalmente desenhadas como fronteiras administrativas, elas ganharam importância com a descentralização subsequente e a dissolução da Iugoslávia.  O irredentismo sérvio nas fronteiras do AVNOJ foi um fator que contribuiu para a revolta sérvia de 1990 na Croácia e a Guerra da Bósnia de 1992–1995. 
A segunda sessão do AVNOJ foi celebrada na Iugoslávia do pós-guerra como o nascimento do país e o evento foi comemorado anualmente em 29 e 30 de novembro como um feriado nacional de dois dias.  Foram criados museus nos edifícios que acolheram a primeira e a segunda sessões do AVNOJ.  